# Mount Olivet
Mount Olivet és una població dels Estats Units a l'estat de Kentucky. Segons el cens del 2000 tenia 289 habitants.

## Demografia
Segons el cens del 2000, Mount Olivet tenia 289 habitants, 130 habitatges, i 73 famílies. La densitat de població era de 293,6 habitants/km².
Dels 130 habitatges en un 28,5% hi vivien nens de menys de 18 anys, en un 33,1% hi vivien parelles casades, en un 16,2% dones solteres, i en un 43,8% no eren unitats familiars. En el 38,5% dels habitatges hi vivien persones soles el 21,5% de les quals corresponia a persones de 65 anys o més que vivien soles. El nombre mitjà de persones vivint en cada habitatge era de 2,22 i el nombre mitjà de persones que vivien en cada família era de 2,88.
Per edats la població es repartia de la següent manera: un 26% tenia menys de 18 anys, un 8,3% entre 18 i 24, un 19,7% entre 25 i 44, un 25,3% de 45 a 60 i un 20,8% 65 anys o més.
L'edat mediana era de 40 anys. Per cada 100 dones de 18 o més anys hi havia 75,4 homes.
La renda mediana per habitatge era de 18.750 $ i la renda mediana per família de 25.625 $. Els homes tenien una renda mediana de 21.667 $ mentre que les dones 21.250 $. La renda per capita de la població era de 12.172 $. Entorn del 38,4% de les famílies i el 37,5% de la població estaven per davall del llindar de pobresa.

## Poblacions més properes
El següent diagrama mostra les poblacions més properes.